# لوييت (أين)
لوييت (بالفرنسية: Loyettes)‏ هي بلدية فرنسية تقع في إقليم الأين في فرنسا. رمز إنسي لها هو:1224. أما الرمز البريدي لها فهو: 1360.